# Uziom naturalny
Uziom naturalny - wszelkie przedmioty metalowe lub żelbetowe umieszczone w gruncie w innym celu niż uziemianie, choć wykorzystane również do tego celu. Jako uziomy naturalne mogą zostać użyte zbrojenie fundamentowe (uziom fundamentowy) lub rury.